# Glore Psychiatric Museum

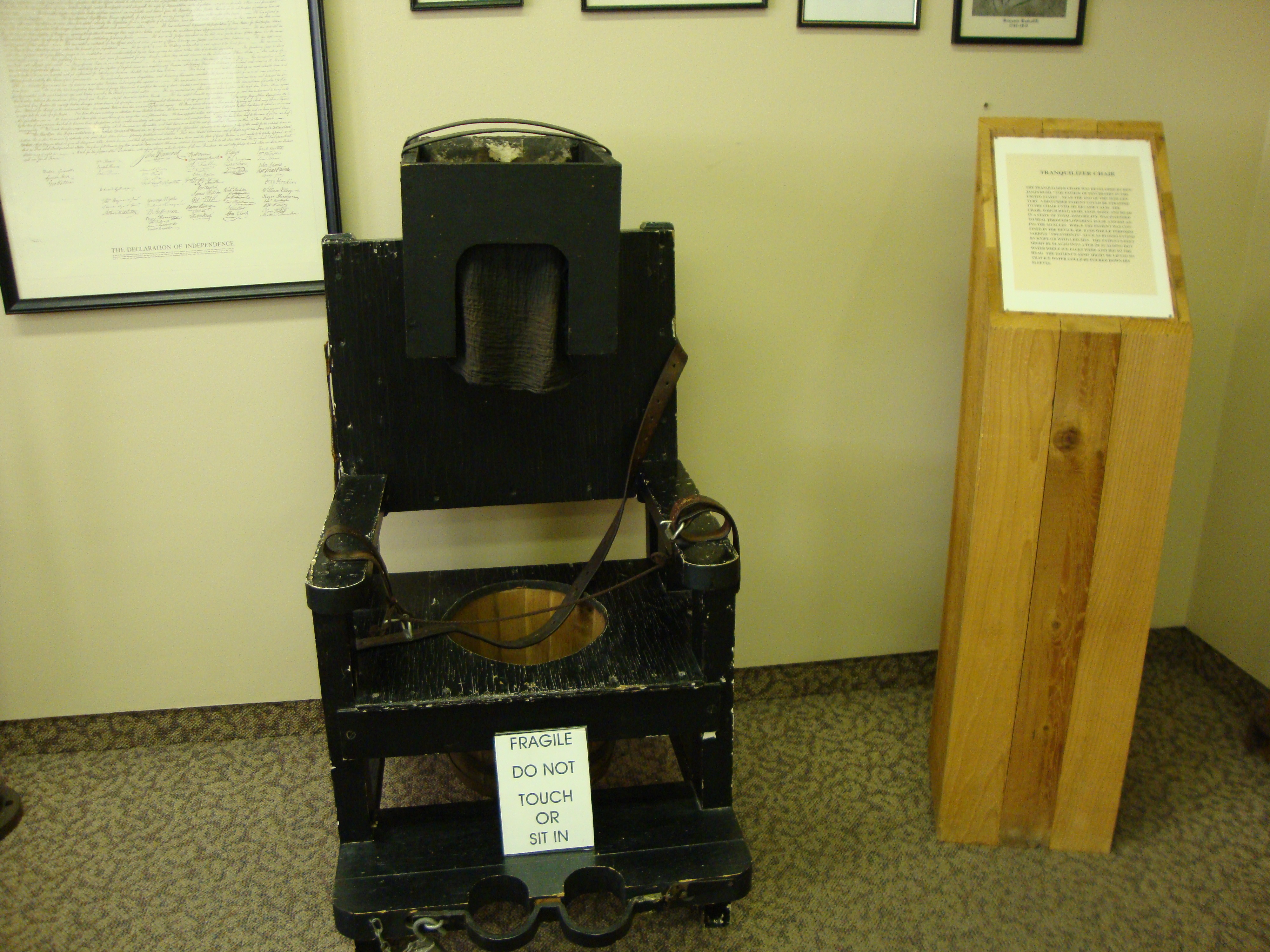
Zwangsstuhl

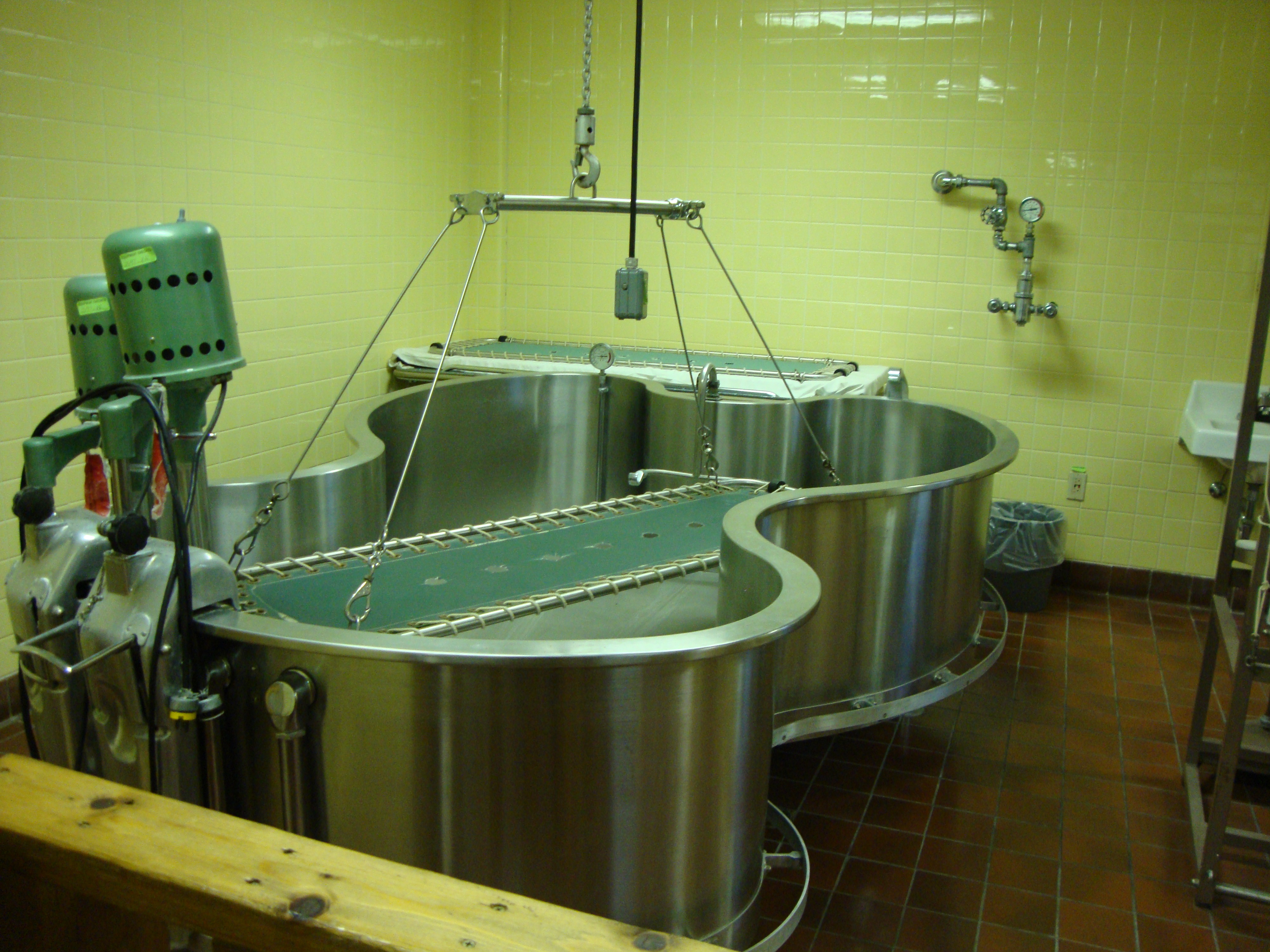
Überraschungsbad mit Eiswasser

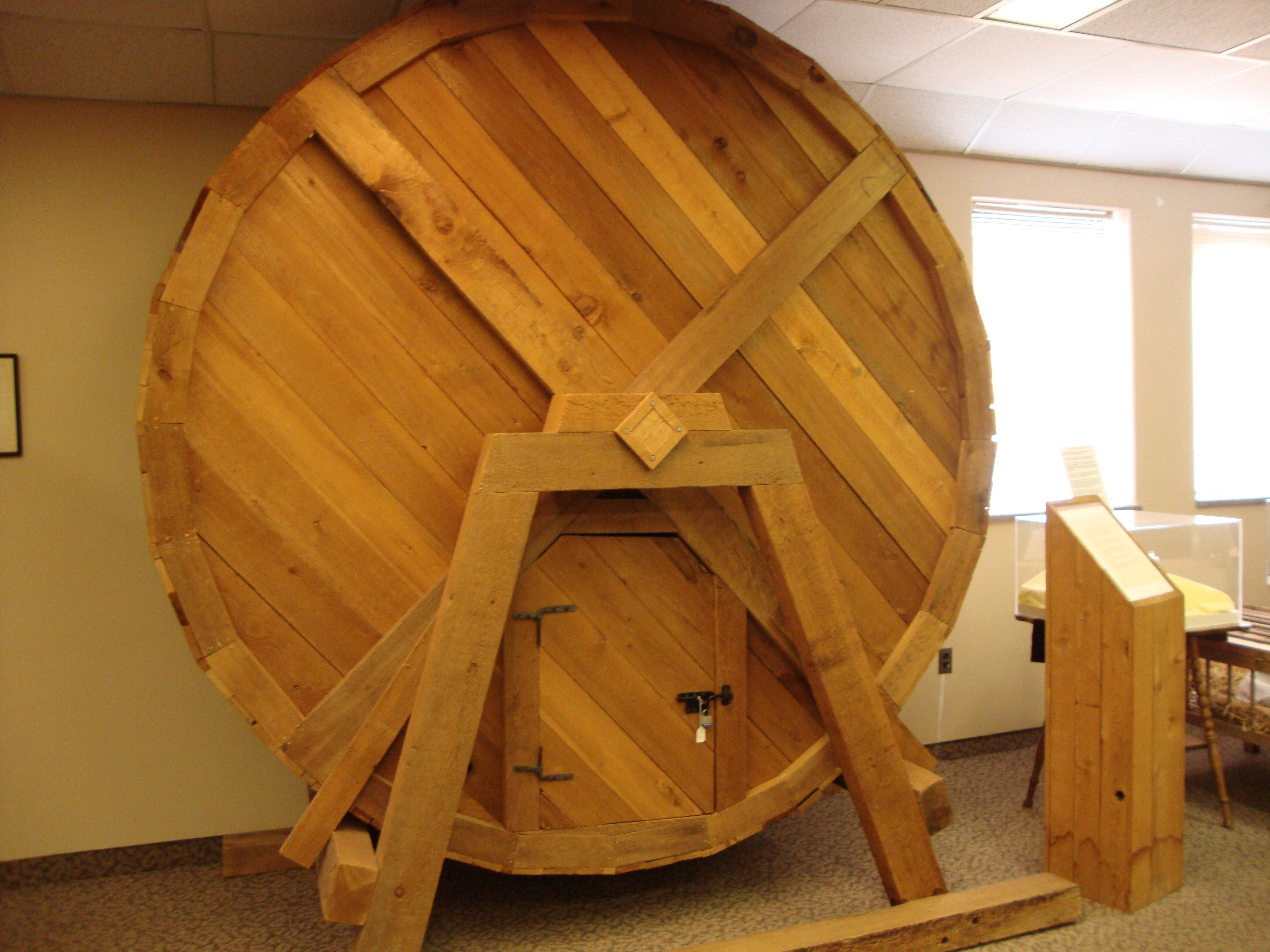
Laufrad für Patienten

The Glore Psychiatric Museum ist ein Museum zur Psychiatriegeschichte an der 3406 Frederick Ave in Saint Joseph, Missouri.
Gegenstand sind über 130 Jahre Psychiatriegeschichte des State Lunatic Asylum No. 2, das später in St. Joseph State Hospital umbenannt wurde.  
Die Sammlung wurde ab 1966 von George Glore, einem Beschäftigten des Missouri Department of Mental Health, aufgebaut. Das Museum wurde 1967 eröffnet.